# Synema riflense
Synema riflense là một loài nhện trong họ Thomisidae.
Loài này thuộc chi Synema. Synema riflense được Embrik Strand miêu tả năm 1909.